# 纸板

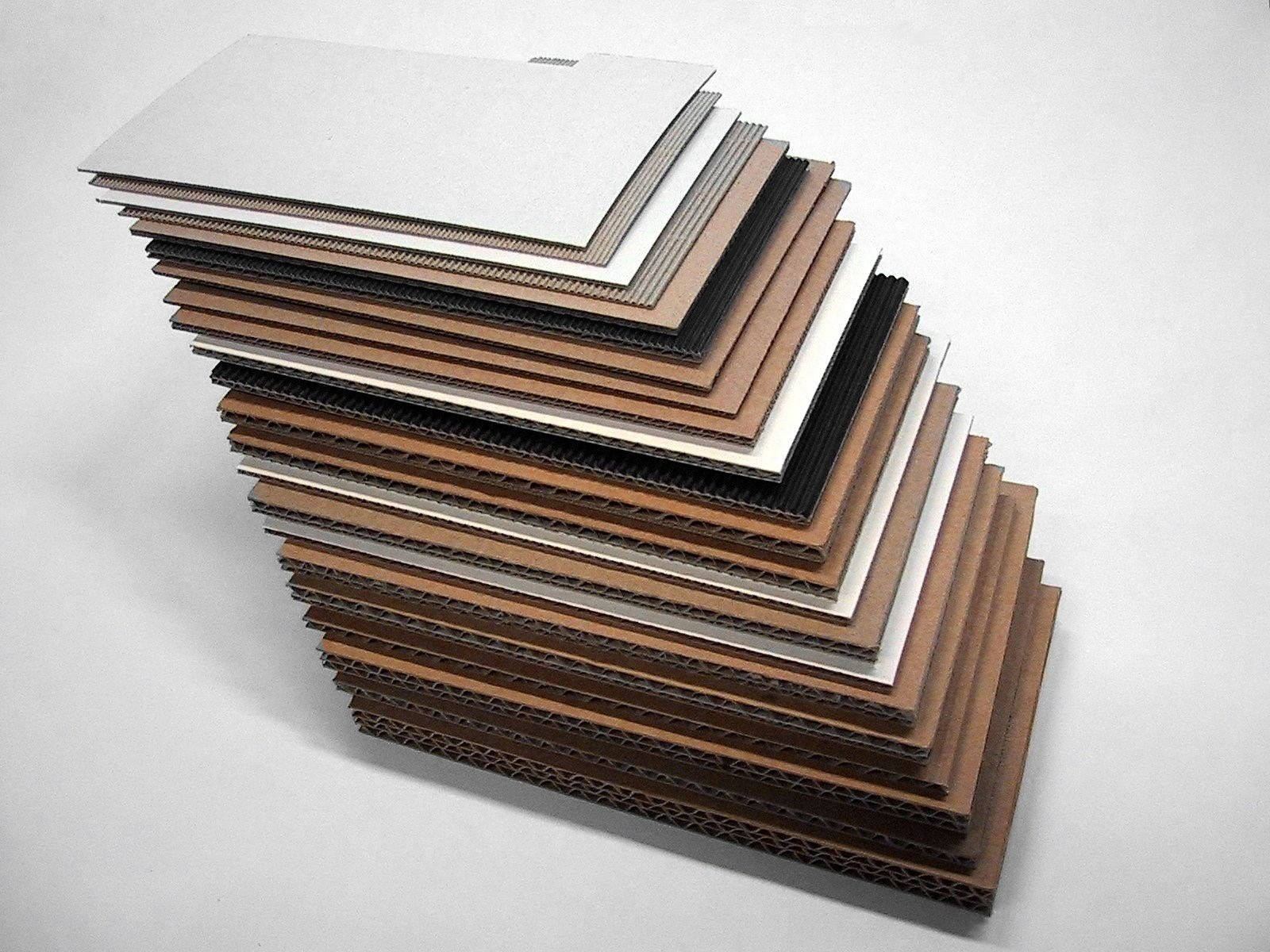
纸板做的瓦楞纖維板

纸板是一種紙類的通稱，是較厚的紙質材料。對於纸板和纸的厚度界限，沒有嚴謹的定義，不過纸板會比較厚（多半會超過0.30 mm），在可折疊性和剛性上也比紙要好。依ISO標準，纸板是grammage超過250 g/m2的紙，不過也有例外。纸板可以是一層的，也可以是多層的。
纸板易於剪裁成形，質輕，常用在包裝上。另一種用途是在高畫質的圖像印刷上，例如書籍、雜誌的封面，或是明信片。纸板也可以用在美術的創作雕塑上。

## 回收
多數類型的「紙板」均可回收。乾淨（即未被加上化學物塗層）的紙板通常值得回收，但與加工成本相比，回收後價值甚微。重用後的紙板可作工業或家居用，例如切碎後的紙板可作動物的寢室的舖墊。

## 圖庫

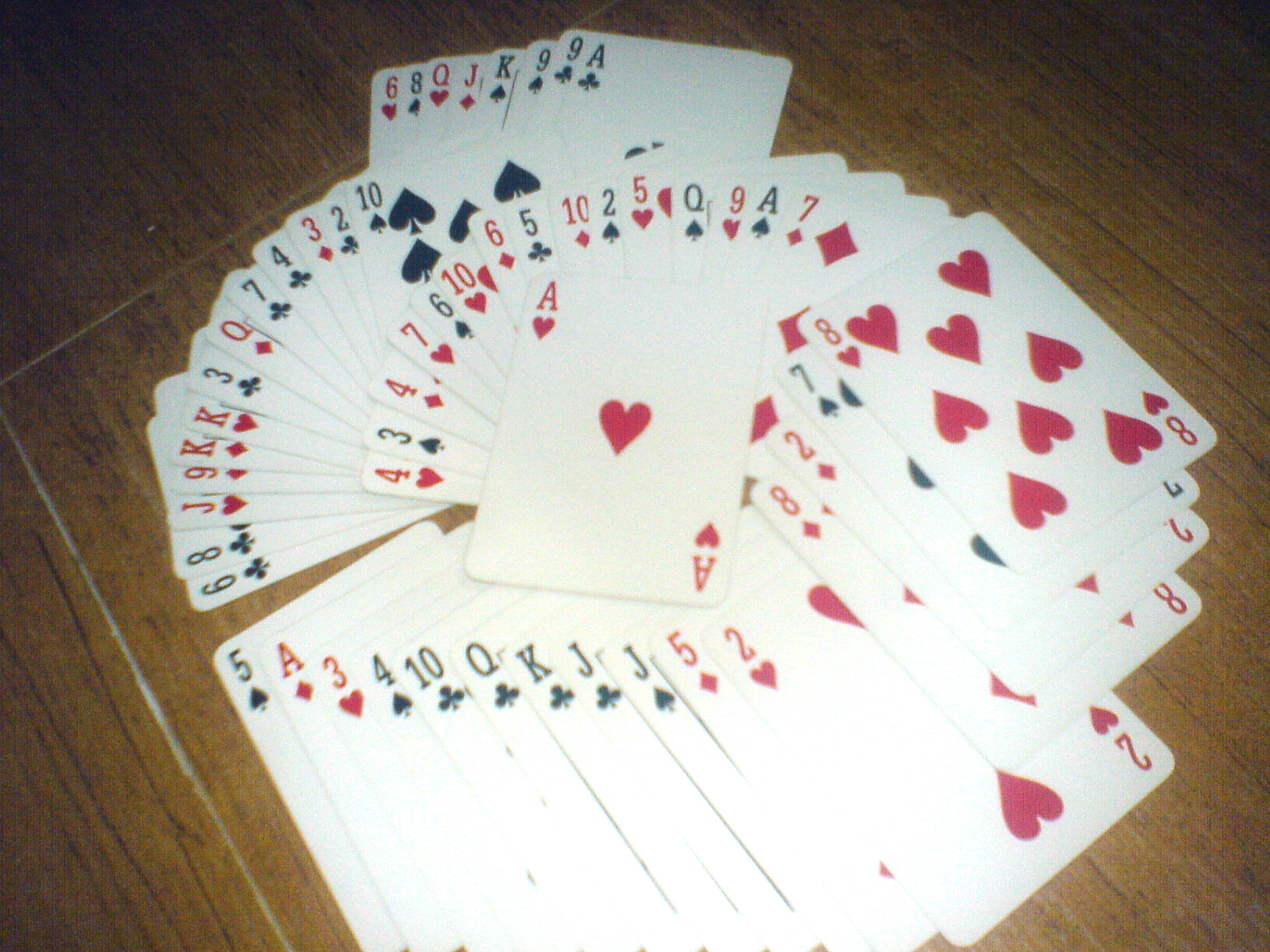
撲克牌
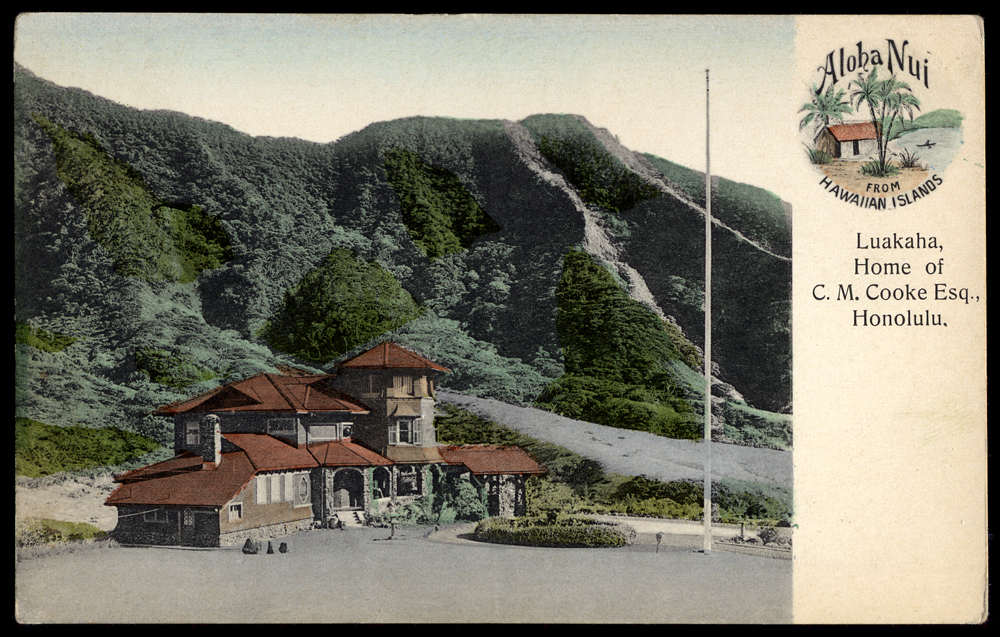
1908年的明信片
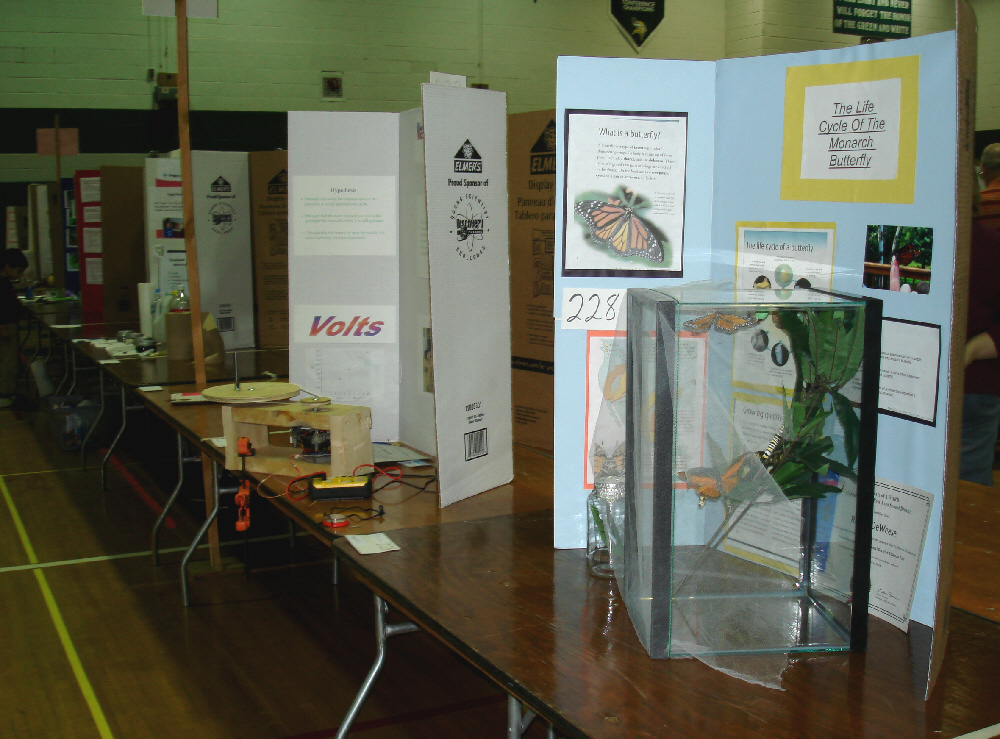
科展的海報和展示板
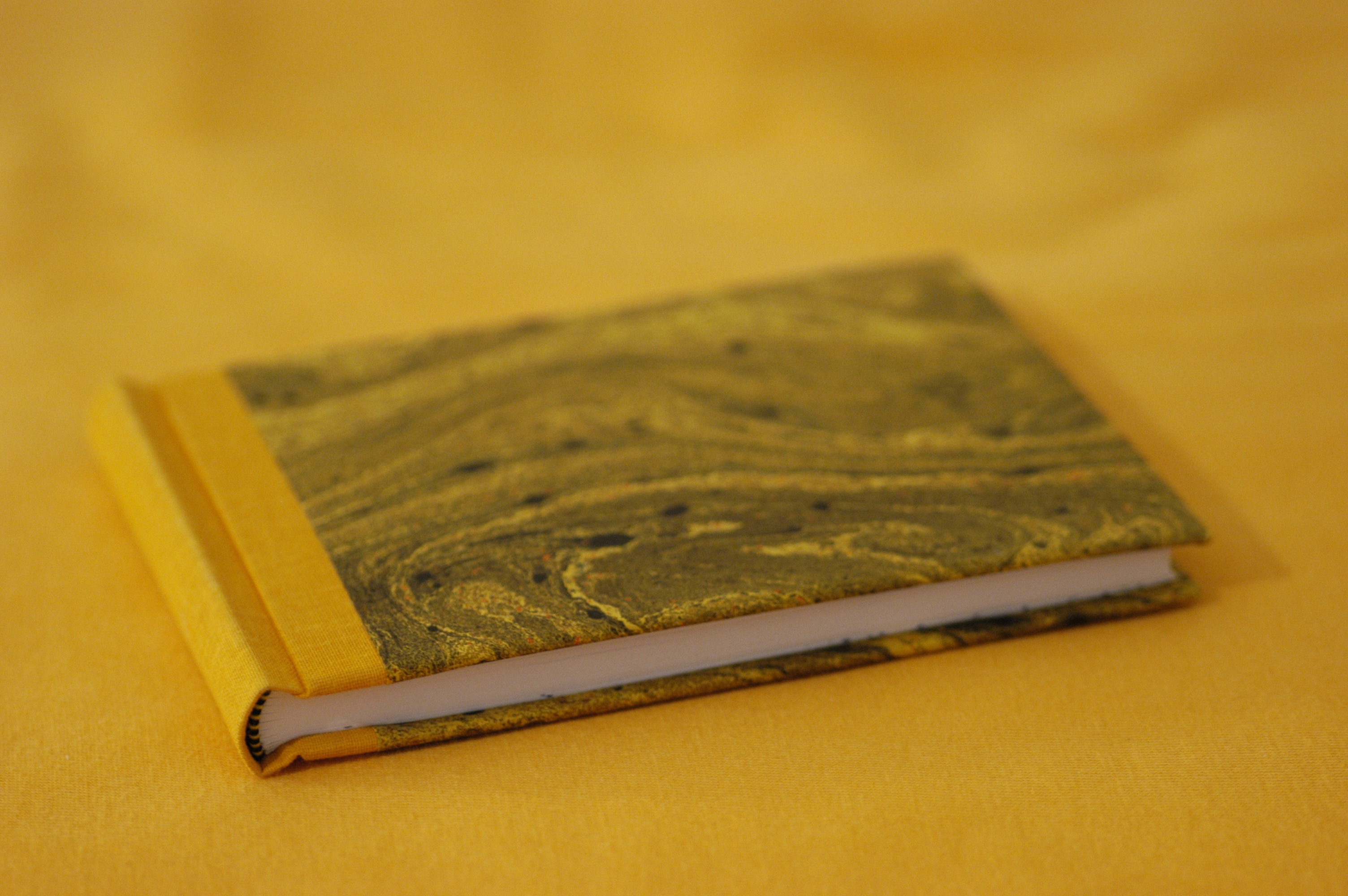
精裝書籍
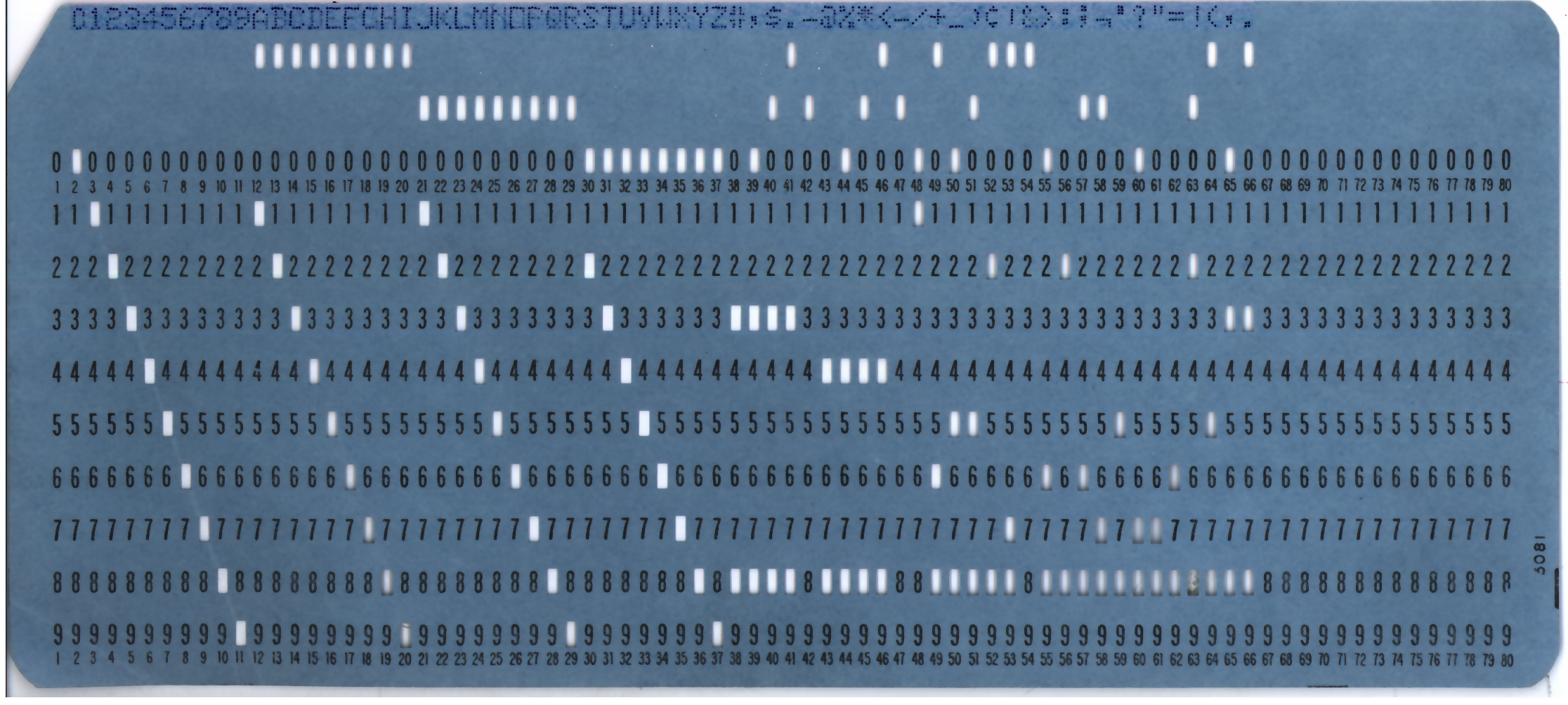
早期電腦所用的打孔卡
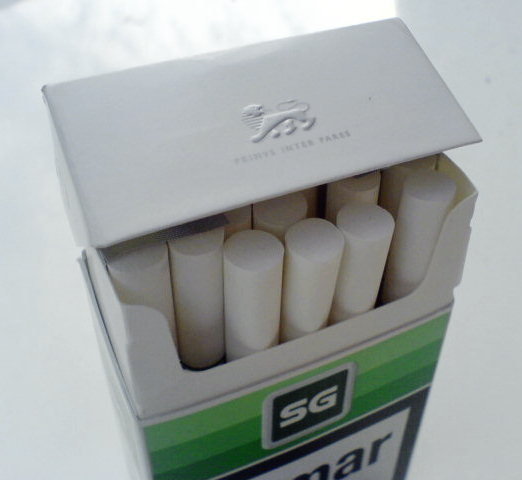
硬盒香菸
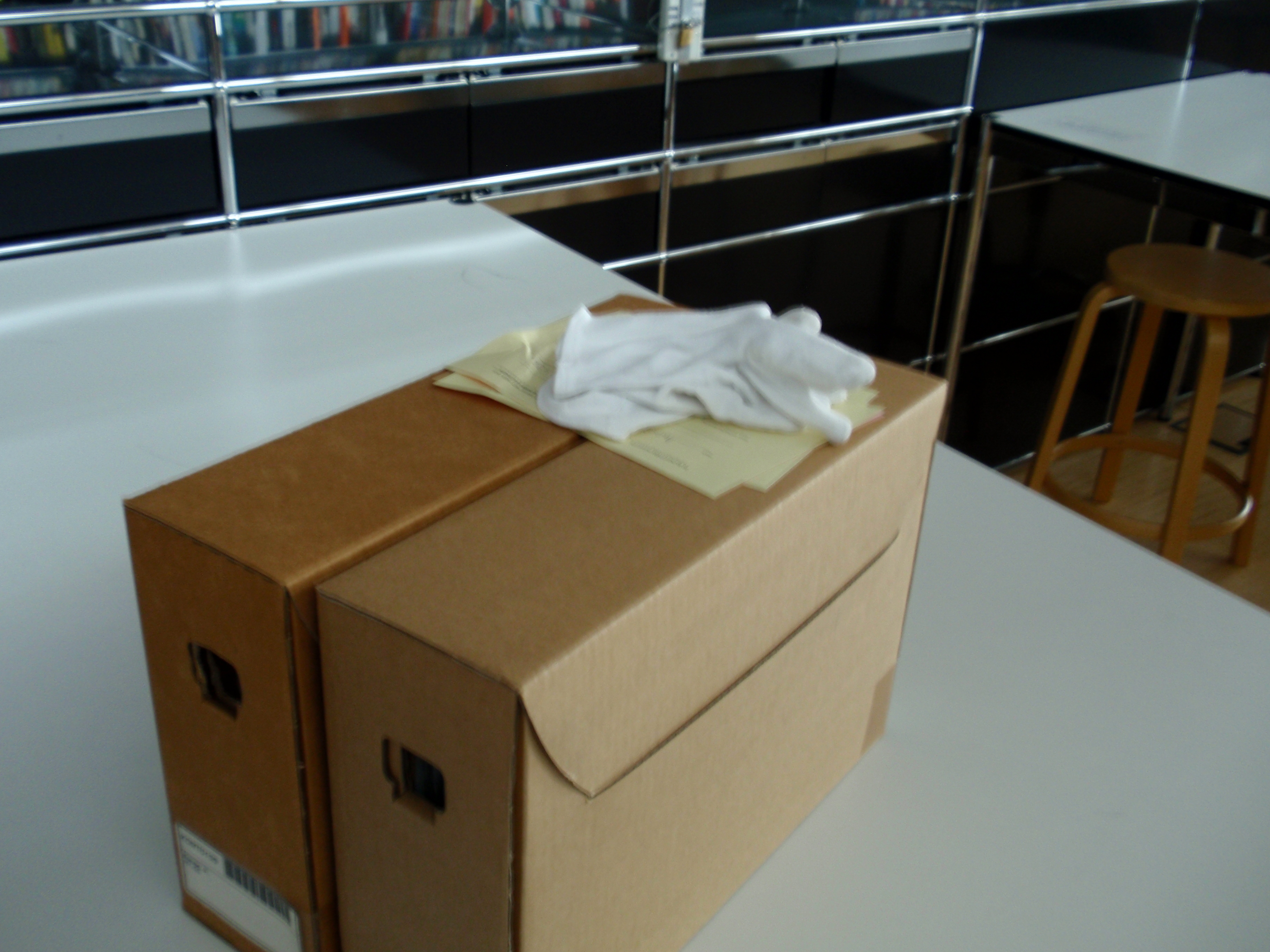
瓦楞紙箱
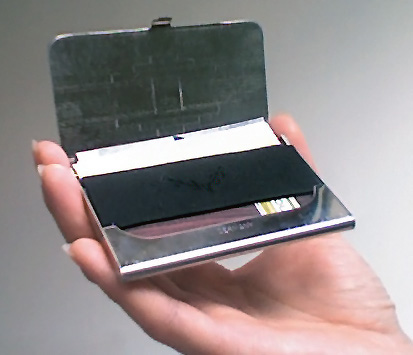
名片在名片盒
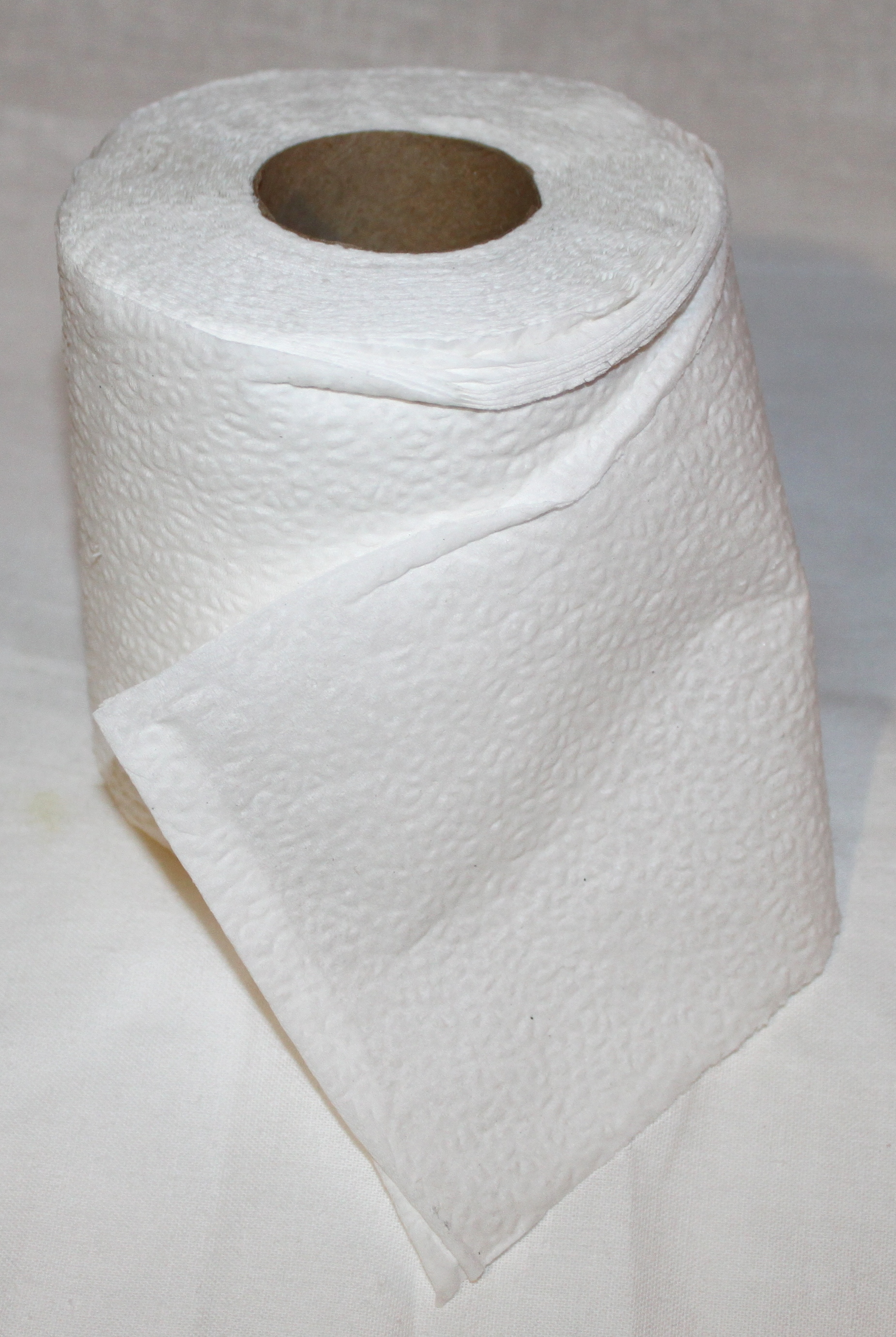
衛生紙中央的紙捲筒

## 外部連結
- TAPPI—Technical Association of the Pulp and Paper Industry